# USS Luzon (PG-47)
«Лусон» (ісп. USS Luzon (PG-47)), перший корабель з цим ім'ям у складі ВМС США був закладений 20 листопада 1926 р. у Шанхаї, Китай, спушений на воду 12 вересня 1927 року , у церемонії, очоленій міс Мері К. Картер, дочкоб командера Ендрю Ф. Картера і введений в експлуатацію 1 червня 1928 року. 

## Історія служби

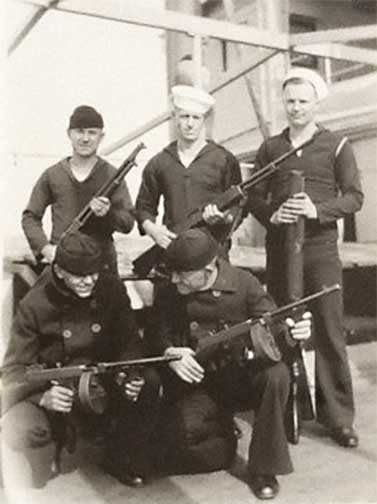
Члени екіпажу "Лусону" позують з стрілецькою зброєю, 1932 рік.

Один з восьми річкових канонерських човнів, побудованих для служби на річці Янцзи в Китаї, «Лусон» отримав позначення PR-7 15 червня. З моменту введення в експлуатацію до грудня 1938 року він служив флагманом Патруля річки Янцзи, що діяв, базуючись на Ханькоу, між такими портами, як Нанкін, Чунцін та Шанхай. У серпні 1937 року, після нападу японців на Шанхай, «Лусон» евакуював співробітників американського посольства до Чунціна. 
У грудні 1938 року річковий канонерський човен прибув до Шанхаю, щоб звільнити крейсер "Augusta" (CA-31) як станціонера. За винятком рідкісних викликів у Нанкін, Уху та інші порти на Янцзі, він залишалася поблизу Шанхаю до 29 листопада 1941 року, коли вирушив на Філіппіни . 

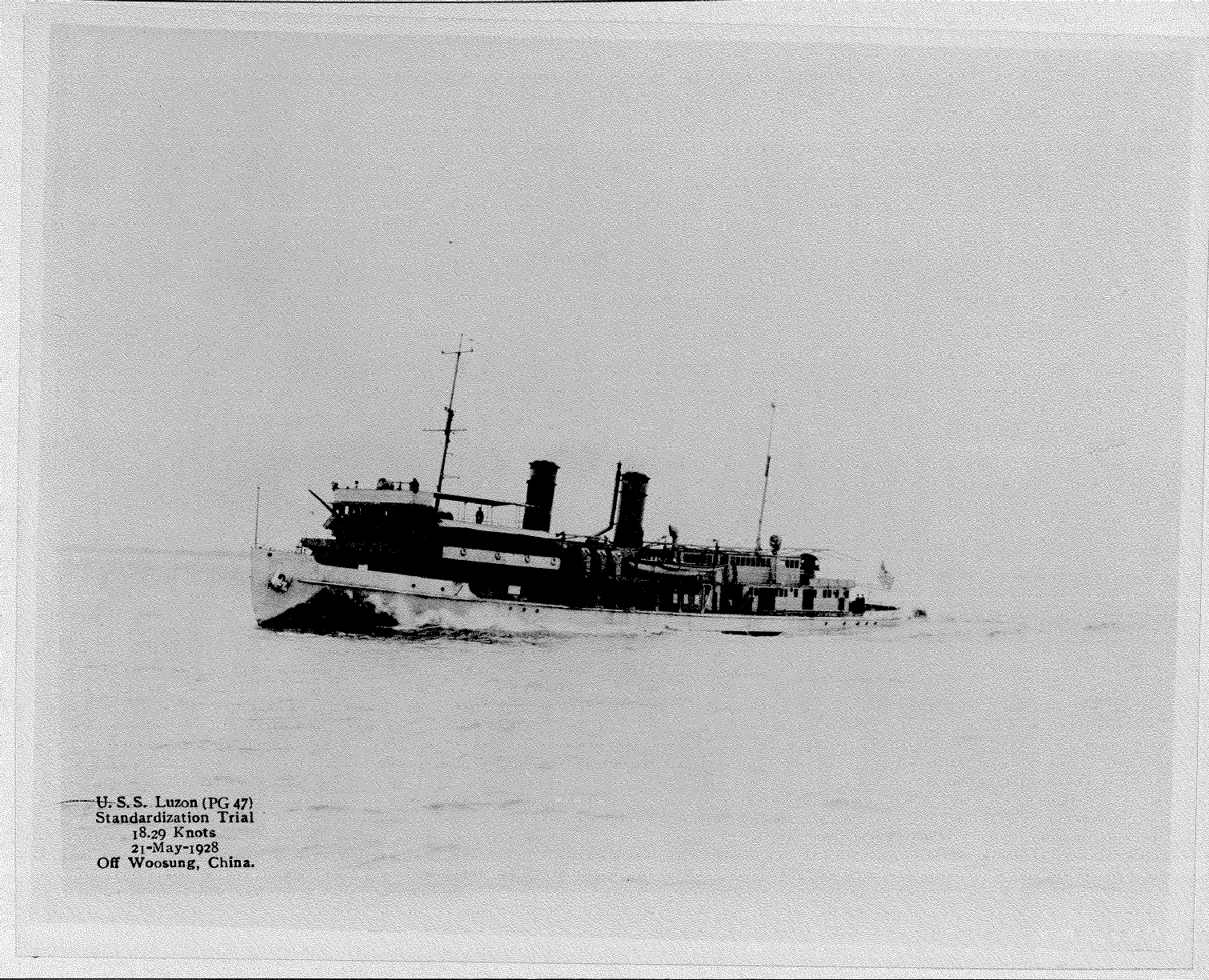
"Лусон" 1928 р. під час випробувань в Китаї

«Лусон» прибув до Маніли 30 грудня, лише через 23 дні після нападу японців на Перл-Гарбор, який привів США до вступу у Другу світову війну. Потім він розпочав патрульні операції у водах Філіппін, допомагаючи в обороні як Батаану, з 1 лютого до здачі півострова японцям 9 квітня, і Коррехідору, від початку евакуації цього острова на вході до бухти Маніли до ворожої висадки 5 травня. 
Наступного дня, після здачі фортець Корехідор і Маніли японцям кораблі «Лусон», «Оаху» та «Квейл» були затоплені в  Манільській бухті, щоб запобігти їх захопленню, і згодом були виключені зі списку ВМС 8 травня 1942 року. 

## Служба в Японії
В кінці травня 1942 року «Лусон» був піднятий Імперським ВМС Японії. Ремонт розпочався на 103-му ремонтному об'єкті в Кавіте. Його передня 3-дюймова гармата була замінений розширеною надбудовою, а її ніс був прикрашений двома імператорськими емблемами, по одній  з кожного боку. 1 серпня «Лусон» був перейменований японцями в «Карацу» (唐 津), на честь міста Карацу і приписаний до Військово-морського округу Сасебо. Там його направили до складу Третього Південного експедиційного флоту Південно-Західного флоту, яким тоді командував віце-адмірал Ібо Такахасі . Незважаючи на те, що японці класифікували корабель як річкову канонерку, ремонтні роботи перетворили її на морехідний мисливець за підводними човнами, включаючи встановлення сонарної системи. Роботи з ремонту були завершені 14 жовтня, і наступного дня корабель був направлений до підрозділу охорони Себу. Наступні два роки він діяла здебільшого спільно з Імперською армією Японії  для проведення контрпартизанських операцій та іноді залучався до  ескорту чи патрулювання. Саме під час однієї з таких місій він допоміг потопити підводний човен «Сіско», за допомогою двох Nakajima B5N з авіагрупи 954 ВМС (第 第 954 航空 隊 九七 艦 攻). З 3 березня 1944 року «Карацу» був торпедований поблизу Філіппінських островів підводним човном «Нарвал», після чого корабель довелося буксирувати назад до Себу, а його ніс відірвався аж до містка. Пошкодження було занадто великим для ремонту в Себу, і він був переведений в Манілу до ремонтного заводу № 103 в Кавіте. 22 січня 1945 року, перш ніж ремонт встигли завершити, корабель було наказано якнайшвидше евакуювати з Маніли. Не маючи змоги виконати наказ, японці затопили канонерський човен, аби перекрити фарватер у Манільській бухті. 10 квітня «Карацу» викреслили із списку військово-морського флоту. 